# Słomka (dopływ Ołoboku)
Słomka (Ołoboczek) – potok, lewobrzeżny dopływ Ołoboku o długości 15,41 km i powierzchni zlewni 49,5 km².
Potok płynie w województwie lubuskim na terenie gminy Skąpe.